# Mannschaftsaufstellungen der Schacholympiade der Frauen 1974
Die Tabellen nennen die Aufstellung der Mannschaften bei der Schacholympiade der Frauen 1974 in Medellín. Die 25 teilnehmenden Nationalmannschaften spielten zunächst in fünf Vorrundengruppen. Je zwei Mannschaften dieser Gruppen qualifizierten sich für die Finalturniere A und B. Die Gruppenfünften gelangten ins C-Finale. Dort trat zur Herstellung einer geraden Teilnehmerzahl eine B-Mannschaft des Gastgeberlandes hinzu, die außer Konkurrenz spielte und keine Platzierung zugewiesen bekam. In den Tabellen ist zu jeder Mannschaft die Abschlussplatzierung genannt, daneben steht das erreichte Finalturnier. Die Mannschaftsbilanzen sind getrennt für Vor- und Endrunde aufgeführt, die Einzelbilanzen der Spielerinnen hingegen in Summe beider Turnierphasen. Zu jedem Team gehörten zwei Spielerinnen und maximal eine Ersatzspielerin. Für die Platzierung der Mannschaften waren die Brettpunkte vor den Mannschaftspunkten, dem direkten Vergleich und der Sonneborn-Berger-Wertung maßgeblich. In der Vorrundengruppe 3 wurde zwischen England und Israel um Platz 2 bei Gleichheit aller Kriterien schließlich die Sonneborn-Berger-Wertung der Brettpunkte herangezogen. Für die Entscheidung über Platz 1 wurde anstelle der letzten Feinwertung ein doppelrundiger Stichkampf vorgesehen.

## Mannschaften

### 1. Sowjetunion
| Platz | Land                 | G | R | V | Brettp. | Mannschaftsp. |
| ----- | -------------------- | - | - | - | ------- | ------------- |
| 1 (A) | Sowjetunion          | 4 | 0 | 0 | 8       | 8             |
| 1 (A) | Sowjetunion          | 6 | 2 | 1 | 13,5    | 14            |
| Brett | Spielerin            | G | R | V | Punkte  | Partien       |
| 1     | Nona Gaprindaschwili | 8 | 4 | 0 | 10      | 12            |
| 2     | Nana Alexandria      | 6 | 1 | 1 | 6,5     | 8             |
| R     | Irina Levitina       | 7 | 2 | 1 | 8       | 10            |

In den Einzelbilanzen sind zusätzlich die Ergebnisse des doppelrundigen Stichkampfes um Platz 1 enthalten.

### 2. Rumänien
| Platz | Land                   | G | R | V | Brettp. | Mannschaftsp. |
| ----- | ---------------------- | - | - | - | ------- | ------------- |
| 2 (A) | Rumänien               | 3 | 1 | 0 | 7       | 7             |
| 2 (A) | Rumänien               | 5 | 4 | 0 | 13,5    | 14            |
| Brett | Spielerin              | G | R | V | Punkte  | Partien       |
| 1     | Elisabeta Polihroniade | 9 | 3 | 2 | 10,5    | 14            |
| 2     | Gertrude Baumstark     | 7 | 4 | 2 | 9       | 13            |
| R     | Margareta Teodorescu   | 1 | 2 | 0 | 2       | 3             |

In den Einzelbilanzen sind zusätzlich die Ergebnisse des doppelrundigen Stichkampfes um Platz 1 enthalten.

### 3. Bulgarien
| Platz | Land               | G | R | V | Brettp. | Mannschaftsp. |
| ----- | ------------------ | - | - | - | ------- | ------------- |
| 3 (A) | Bulgarien          | 2 | 2 | 0 | 5,5     | 6             |
| 3 (A) | Bulgarien          | 7 | 0 | 2 | 13      | 14            |
| Brett | Spielerin          | G | R | V | Punkte  | Partien       |
| 1     | Tatjana Lematschko | 8 | 2 | 1 | 9       | 11            |
| 2     | Antonina Georgieva | 5 | 3 | 2 | 6,5     | 10            |
| R     | Wenka Asenowa      | 2 | 2 | 1 | 3       | 5             |

### 4. Ungarn
| Platz | Land                        | G | R | V | Brettp. | Mannschaftsp. |
| ----- | --------------------------- | - | - | - | ------- | ------------- |
| 4 (A) | Ungarn                      | 4 | 0 | 0 | 7       | 8             |
| 4 (A) | Ungarn                      | 6 | 1 | 2 | 13      | 13            |
| Brett | Spielerin                   | G | R | V | Punkte  | Partien       |
| 1     | Mária Ivánka                | 8 | 4 | 0 | 10      | 12            |
| 2     | Zsuzsa Verőci-Petronić      | 6 | 3 | 1 | 7,5     | 10            |
| R     | Mária Porubszky-Angyalosine | 2 | 1 | 1 | 2,5     | 4             |

### 5. Niederlande
| Platz | Land                | G | R | V | Brettp. | Mannschaftsp. |
| ----- | ------------------- | - | - | - | ------- | ------------- |
| 5 (A) | Niederlande         | 2 | 2 | 0 | 5,5     | 6             |
| 5 (A) | Niederlande         | 4 | 2 | 3 | 9,5     | 10            |
| Brett | Spielerin           | G | R | V | Punkte  | Partien       |
| 1     | Corry Vreeken       | 4 | 4 | 3 | 6       | 11            |
| 2     | Ada van der Giessen | 5 | 2 | 3 | 6       | 10            |
| R     | Erika Belle         | 2 | 2 | 1 | 3       | 5             |

### 6. Tschechoslowakei
| Platz | Land               | G | R | V | Brettp. | Mannschaftsp. |
| ----- | ------------------ | - | - | - | ------- | ------------- |
| 6 (A) | Tschechoslowakei   | 4 | 0 | 0 | 7,5     | 8             |
| 6 (A) | Tschechoslowakei   | 3 | 4 | 2 | 9       | 10            |
| Brett | Spielerin          | G | R | V | Punkte  | Partien       |
| 1     | Květa Eretová      | 4 | 4 | 2 | 6       | 10            |
| 2     | Štěpánka Vokřálová | 6 | 3 | 2 | 7,5     | 11            |
| R     | Margita Polanová   | 3 | 0 | 3 | 3       | 5             |

### 7. Jugoslawien
| Platz | Land                | G | R | V | Brettp. | Mannschaftsp. |
| ----- | ------------------- | - | - | - | ------- | ------------- |
| 7 (A) | Jugoslawien         | 3 | 1 | 0 | 6,5     | 7             |
| 7 (A) | Jugoslawien         | 2 | 3 | 4 | 7,5     | 7             |
| Brett | Spielerin           | G | R | V | Punkte  | Partien       |
| 1     | Milunka Lazarević   | 1 | 1 | 5 | 1,5     | 7             |
| 2     | Katarina Jovanović  | 7 | 3 | 2 | 8,5     | 12            |
| R     | Vlasta Kalchbrenner | 2 | 4 | 1 | 4       | 7             |

### 8. England
| Platz | Land             | G | R | V | Brettp. | Mannschaftsp. |
| ----- | ---------------- | - | - | - | ------- | ------------- |
| 8 (A) | England          | 2 | 1 | 2 | 5       | 5             |
| 8 (A) | England          | 0 | 3 | 6 | 4       | 3             |
| Brett | Spielerin        | G | R | V | Punkte  | Partien       |
| 1     | Anne Sunnucks    | 1 | 0 | 8 | 1       | 9             |
| 2     | Elaine Pritchard | 4 | 2 | 2 | 5       | 8             |
| R     | Sheila Jackson   | 2 | 2 | 5 | 3       | 9             |

### 9. Deutschland
| Platz | Land             | G | R | V | Brettp. | Mannschaftsp. |
| ----- | ---------------- | - | - | - | ------- | ------------- |
| 9 (A) | BR Deutschland   | 3 | 0 | 1 | 6       | 6             |
| 9 (A) | BR Deutschland   | 1 | 1 | 7 | 4       | 3             |
| Brett | Spielerin        | G | R | V | Punkte  | Partien       |
| 1     | Anni Laakmann    | 4 | 4 | 5 | 6       | 13            |
| 2     | Ursula Wasnetsky | 3 | 2 | 8 | 4       | 13            |

### 10. Kanada
| Platz  | Land             | G | R | V | Brettp. | Mannschaftsp. |
| ------ | ---------------- | - | - | - | ------- | ------------- |
| 10 (A) | Kanada           | 2 | 1 | 1 | 5       | 5             |
| 10 (A) | Kanada           | 0 | 2 | 7 | 3       | 2             |
| Brett  | Spielerin        | G | R | V | Punkte  | Partien       |
| 1      | Smilja Vujosevic | 3 | 3 | 5 | 4,5     | 11            |
| 2      | Claire Demers    | 3 | 1 | 7 | 3,5     | 11            |
| R      | Marie Bernard    | 0 | 0 | 4 | 0       | 4             |

### 11. Spanien
| Platz  | Land                         | G | R | V | Brettp. | Mannschaftsp. |
| ------ | ---------------------------- | - | - | - | ------- | ------------- |
| 11 (B) | Spanien                      | 1 | 1 | 2 | 4       | 3             |
| 11 (B) | Spanien                      | 7 | 2 | 0 | 13,5    | 16            |
| Brett  | Spielerin                    | G | R | V | Punkte  | Partien       |
| 1      | Pepita Ferrer Lucas          | 6 | 2 | 2 | 7       | 10            |
| 2      | María del Pino García Padron | 5 | 4 | 0 | 7       | 9             |
| R      | Nieves García Vicente        | 2 | 3 | 2 | 3,5     | 7             |

### 12. Israel
| Platz  | Land                 | G | R | V | Brettp. | Mannschaftsp. |
| ------ | -------------------- | - | - | - | ------- | ------------- |
| 12 (B) | Israel               | 2 | 1 | 1 | 5       | 5             |
| 12 (B) | Israel               | 6 | 2 | 1 | 13,5    | 14            |
| Brett  | Spielerin            | G | R | V | Punkte  | Partien       |
| 1      | Olga Podraschanskaja | 9 | 2 | 2 | 10      | 13            |
| 2      | Lea Nudelman         | 8 | 1 | 4 | 8,5     | 13            |

### 13. Brasilien
| Platz  | Land               | G | R | V | Brettp. | Mannschaftsp. |
| ------ | ------------------ | - | - | - | ------- | ------------- |
| 13 (B) | Brasilien          | 1 | 0 | 3 | 3       | 2             |
| 13 (B) | Brasilien          | 3 | 5 | 1 | 11      | 11            |
| Brett  | Spielerin          | G | R | V | Punkte  | Partien       |
| 1      | Ruth Volgl Cardoso | 3 | 1 | 5 | 3,5     | 9             |
| 2      | Ivone Moysés       | 6 | 2 | 1 | 7       | 9             |
| R      | Norma Snitkowsky   | 2 | 3 | 3 | 3,5     | 8             |

### 14. USA
| Platz  | Land               | G | R | V | Brettp. | Mannschaftsp. |
| ------ | ------------------ | - | - | - | ------- | ------------- |
| 14 (B) | Vereinigte Staaten | 2 | 1 | 1 | 5       | 5             |
| 14 (B) | Vereinigte Staaten | 4 | 2 | 3 | 10,5    | 10            |
| Brett  | Spielerin          | G | R | V | Punkte  | Partien       |
| 1      | Mona Karff         | 6 | 1 | 4 | 6,5     | 11            |
| 2      | Ruth Herstein      | 7 | 2 | 2 | 8       | 11            |
| R      | Ruth Haring        | 1 | 0 | 3 | 1       | 4             |

### 15. Schweden
| Platz  | Land               | G | R | V | Brettp. | Mannschaftsp. |
| ------ | ------------------ | - | - | - | ------- | ------------- |
| 15 (B) | Schweden           | 1 | 1 | 2 | 3,5     | 3             |
| 15 (B) | Schweden           | 3 | 4 | 2 | 9,5     | 10            |
| Brett  | Spielerin          | G | R | V | Punkte  | Partien       |
| 1      | Solveig Haraldsson | 1 | 0 | 6 | 1       | 7             |
| 2      | Jolanta Dahlin     | 6 | 1 | 3 | 6,5     | 10            |
| R      | Ingrid Svensson    | 4 | 3 | 2 | 5,5     | 9             |

### 16. Österreich
| Platz  | Land               | G | R | V | Brettp. | Mannschaftsp. |
| ------ | ------------------ | - | - | - | ------- | ------------- |
| 16 (B) | Österreich         | 2 | 0 | 2 | 3,5     | 4             |
| 16 (B) | Österreich         | 3 | 2 | 4 | 8,5     | 8             |
| Brett  | Spielerin          | G | R | V | Punkte  | Partien       |
| 1      | Ingeborg Kattinger | 2 | 3 | 6 | 3,5     | 11            |
| 2      | Wilma Samt         | 3 | 3 | 2 | 4,5     | 8             |
| R      | Alfreda Hausner    | 3 | 2 | 2 | 4       | 7             |

### 17. Kolumbien
| Platz  | Land              | G | R | V | Brettp. | Mannschaftsp. |
| ------ | ----------------- | - | - | - | ------- | ------------- |
| 17 (B) | Kolumbien         | 1 | 1 | 2 | 2,5     | 3             |
| 17 (B) | Kolumbien         | 3 | 3 | 3 | 8       | 9             |
| Brett  | Spielerin         | G | R | V | Punkte  | Partien       |
| 1      | Ilse Guggenberger | 4 | 4 | 5 | 6       | 13            |
| 2      | Rosalba Patiño    | 0 | 3 | 4 | 1,5     | 7             |
| R      | Lilith Velásquez  | 2 | 2 | 2 | 3       | 6             |

### 18. Finnland
| Platz  | Land                   | G | R | V | Brettp. | Mannschaftsp. |
| ------ | ---------------------- | - | - | - | ------- | ------------- |
| 18 (B) | Finnland               | 1 | 2 | 1 | 3,5     | 4             |
| 18 (B) | Finnland               | 1 | 3 | 5 | 6       | 5             |
| Brett  | Spielerin              | G | R | V | Punkte  | Partien       |
| 1      | Johanna Tuomainen      | 1 | 2 | 5 | 2       | 8             |
| 2      | Sirkka-Liisa Vuorenpää | 5 | 3 | 4 | 6,5     | 12            |
| R      | Marjatta Palasto       | 0 | 2 | 4 | 1       | 6             |

### 19. Japan
| Platz  | Land           | G | R | V | Brettp. | Mannschaftsp. |
| ------ | -------------- | - | - | - | ------- | ------------- |
| 19 (B) | Japan          | 1 | 0 | 3 | 2       | 2             |
| 19 (B) | Japan          | 1 | 1 | 7 | 5       | 3             |
| Brett  | Spielerin      | G | R | V | Punkte  | Partien       |
| 1      | Hyroko Maeda   | 1 | 1 | 6 | 1,5     | 8             |
| 2      | Kyoto Watanabe | 1 | 0 | 8 | 1       | 9             |
| R      | Miyoko Watai   | 2 | 5 | 2 | 4,5     | 9             |

### 20. Irland
| Platz  | Land             | G | R | V | Brettp. | Mannschaftsp. |
| ------ | ---------------- | - | - | - | ------- | ------------- |
| 20 (B) | Irland           | 1 | 1 | 2 | 2,5     | 3             |
| 20 (B) | Irland           | 1 | 2 | 6 | 4,5     | 4             |
| Brett  | Spielerin        | G | R | V | Punkte  | Partien       |
| 1      | Dorren O’Siochrú | 2 | 4 | 4 | 4       | 10            |
| 2      | Aileen Noonan    | 2 | 0 | 7 | 2       | 9             |
| R      | Ann Shouldice    | 1 | 0 | 6 | 1       | 7             |

### 21. Mexiko
| Platz  | Land                 | G | R | V | Brettp. | Mannschaftsp. |
| ------ | -------------------- | - | - | - | ------- | ------------- |
| 21 (C) | Mexiko               | 0 | 0 | 4 | 0,5     | 0             |
| 21 (C) | Mexiko               | 3 | 2 | 0 | 7,5     | 8             |
| Brett  | Spielerin            | G | R | V | Punkte  | Partien       |
| 1      | Aida Camps de Ocampo | 4 | 1 | 4 | 4,5     | 9             |
| 2      | Gloria Vega          | 3 | 1 | 4 | 3,5     | 8             |
| R      | Catalina Batres      | 0 | 0 | 1 | 0       | 1             |

### 22. Puerto Rico
| Platz  | Land                      | G | R | V | Brettp. | Mannschaftsp. |
| ------ | ------------------------- | - | - | - | ------- | ------------- |
| 22 (C) | Puerto Rico               | 0 | 0 | 4 | 1       | 0             |
| 22 (C) | Puerto Rico               | 2 | 3 | 0 | 7       | 7             |
| Brett  | Spielerin                 | G | R | V | Punkte  | Partien       |
| 1      | Ruth Rodríguez Ramírez    | 2 | 0 | 6 | 2       | 8             |
| 2      | Sara Castellón de Santana | 5 | 2 | 2 | 6       | 9             |
| R      | Dyalma Flores Cortés      | 0 | 0 | 1 | 0       | 1             |

### 23. Irak
| Platz  | Land                | G | R | V | Brettp. | Mannschaftsp. |
| ------ | ------------------- | - | - | - | ------- | ------------- |
| 23 (C) | Irak                | 0 | 0 | 4 | 0,5     | 0             |
| 23 (C) | Irak                | 1 | 3 | 1 | 5       | 5             |
| Brett  | Spielerin           | G | R | V | Punkte  | Partien       |
| 1      | Z. A. Al-Hariry     | 0 | 2 | 4 | 1       | 6             |
| 2      | Shemin Al-Soud      | 1 | 1 | 3 | 1,5     | 5             |
| R      | Suad Said Al-Sarraj | 3 | 0 | 0 | 3       | 3             |

Für die beiden jeweils mit 0:2 verlorenen Vorrundenspiele gegen die Tschechoslowakei und Deutschland ist die namentliche Aufstellung nicht bekannt. Die vier Verlustpartien sind in den Einzelbilanzen nicht enthalten.

### Kolumbien B
| Platz | Land          | G | R | V | Brettp. | Mannschaftsp. |
| ----- | ------------- | - | - | - | ------- | ------------- |
| - (C) | Kolumbien B   | 2 | 1 | 2 | 5       | 5             |
| Brett | Spielerin     | G | R | V | Punkte  | Partien       |
| 1     | N. Betancur   | 3 | 0 | 2 | 3       | 5             |
| 2     | Idalia Zapata | 2 | 0 | 1 | 2       | 3             |
| R     | Doris Soler   | 0 | 0 | 2 | 0       | 2             |

### 24. Monaco
| Platz  | Land             | G | R | V | Brettp. | Mannschaftsp. |
| ------ | ---------------- | - | - | - | ------- | ------------- |
| 24 (C) | Monaco           | 0 | 0 | 4 | 0       | 0             |
| 24 (C) | Monaco           | 1 | 2 | 2 | 4       | 4             |
| Brett  | Spielerin        | G | R | V | Punkte  | Partien       |
| 1      | Martine Cellario | 3 | 1 | 5 | 3,5     | 9             |
| 2      | Anne Maria Macia | 0 | 1 | 8 | 0,5     | 9             |

### 25. Panama
| Platz  | Land             | G | R | V | Brettp. | Mannschaftsp. |
| ------ | ---------------- | - | - | - | ------- | ------------- |
| 25 (C) | Panama           | 0 | 0 | 4 | 0,5     | 0             |
| 25 (C) | Panama           | 0 | 1 | 4 | 1,5     | 1             |
| Brett  | Spielerin        | G | R | V | Punkte  | Partien       |
| 1      | Ana Ríos Planes  | 1 | 0 | 6 | 1       | 7             |
| 2      | Elzebir Castillo | 0 | 2 | 4 | 1       | 6             |
| R      | Lidia Ferrer     | 0 | 0 | 5 | 0       | 5             |